# Gaudichaudia
Gaudichaudia is een geslacht van kreeftachtigen uit de klasse van de Malacostraca (hogere kreeftachtigen).

## Soorten
- Gaudichaudia gaudichaudii (H. Milne Edwards, 1834)
- Gaudichaudia tridentatus (Lenz, 1902)